# Samoana bellula
Samoana bellula е вид коремоного от семейство Partulidae. Видът е критично застрашен от изчезване. Видът е ендемичен за Маркизките острови.

## Разпространение
Разпространен е във Френска Полинезия (Маркизки острови).